# (5606) Muramatsu
(5606) Muramatsu es un asteroide perteneciente al cinturón de asteroides descubierto el 1 de marzo de 1993 por Satoru Otomo desde Kiyosato, Japón.

## Designación y nombre
Designado provisionalmente como 1993 EH. Fue nombrado Muramatsu en honor a Osamu Muramatsu, que trabaja en el planetario de Sibuya y que ha descubierto numerosos planetas y cometas menores desde 1986.

## Características orbitales
Muramatsu está situado a una distancia media del Sol de 2,225 ua, pudiendo alejarse hasta 2,509 ua y acercarse hasta 1,941 ua. Su excentricidad es 0,127 y la inclinación orbital 7,075 grados. Emplea 1212,50 días en completar una órbita alrededor del Sol.

## Características físicas
La magnitud absoluta de Muramatsu es 13,5. Tiene 4,811 km de diámetro y su albedo se estima en 0,365. 